# Campeonato do Equador de Ciclismo Contrarrelógio
Os Campeonatos do Equador de Ciclismo Contrarrelógio são organizados anualmente para determinar o campeão ciclista do Equador de cada ano, na modalidade.
O título é outorgado ao vencedor de uma única prova, na modalidade de Contrarrelógio individual. O vencedor obtêm o direito de usar a maillot com as cores da bandeira do Equador até ao campeonato do ano seguinte, unicamente quando disputa provas contrarrelógio.

## Palmarés masculino

### Elite
| Ano  | Ouro                           | Prata                          | Bronze                         |
| 2007 | Segundo Navarrete              | Juan Carlos Montenegro         | Hector Chiles                  |
| 2009 | Segundo Navarrete              | José Ragonessi                 | Luis Villareal                 |
| 2010 | Segundo Navarrete              | José Ragonessi                 | Diego Espinoza                 |
| 2011 | José Ragonessi                 | Segundo Navarrete              | Cristian Garcia                |
| 2014 | José Ragonessi                 | Byron Guamá                    | Segundo Navarrete              |
| 2015 | Jonathan Caicedo               | Segundo Navarrete              | Jhonny Caicedo                 |
| 2016 | Segundo Navarrete              | Jonathan Caicedo               | Cléber Cuasquer                |
| 2017 | Jorge Luis Montenegro          | Klever Cuasquer                | Rommel Casa                    |
| 2018 | Jefferson Cepeda               | Jorge Luis Montenegro          | Klever Cuasquer                |
| 2019 | Jonathan Caicedo               | Segundo Navarrete              | Alexander Cepeda               |
| 2020 | align="center"\|Não organizado | align="center"\|Não organizado | align="center"\|Não organizado |
| 2021 | Jorge Luis Montenegro          | Segundo Navarrete              | Leonidas Novoa                 |
| 2022 | Richard Carapaz                | Jorge Luis Montenegro          | Alexis Quintero                |

### Sub-23
| Ano  | Ouro               | Prata              | Bronze              |
| 2009 | Roberto Quistial   | Reinaldo Jiménez   | Joel Burbano        |
| 2010 | Luis García Medina | Carlos Quishpe     | Reinaldo Jiménez    |
| 2011 | Cléber Cuasquer    | Joel Burbano       | José Luis Ibarra    |
| 2017 | Jefferson Cepeda   | Alexander Cepeda   | Emerson Colcha      |
| 2018 | Alexander Cepeda   | Esteban Villareal  | Joel Fuertes        |
| 2019 | Lenín Montenegro   | Benjamín Quinteros | Santiago Montenegro |
| 2020 | Não organizado     | Não organizado     | Não organizado      |
| 2021 | Nixon Rosero       | Harold López       | Bryan Obando        |
| 2022 | Lenín Montenegro   | David Caicedo      | Jordan Rodríguez    |

## Palmarés feminino
| Ano  | Vencedor            | Segundo         | Terceiro         |
| ---- | ------------------- | --------------- | ---------------- |
| 2009 | María Parra         | Paola Bonilla   |                  |
| 2010 | María Parra         | Daniela Flores  | Ericka Hernández |
| 2011 | María Parra         | Paola Gamboa    | Daira Chavez     |
| 2014 | Jazmin Taborda      | Cristina Iza    |                  |
| 2015 | Miryam Nuñez        | Nikole Narváez  | Cristina Iza     |
| 2016 | Ana Suárez Gonzalez | Nikole Narváez  |                  |
| 2017 | Samia Flores        |                 |                  |
| 2018 | Nikole Narváez      | Esther Galarza  | Leslye Ojeda     |
| 2019 | Miryam Nuñez        | Esther Galarza  | Fernanda Endara  |
| 2020 |                     |                 |                  |
| 2021 | Miryam Nuñez        | Anai Ortega     | Nikole Narváez   |
| 2022 | Paula Jara          | Esther Galarza  | Mikela Molina    |
| 2023 | Miryam Nuñez        | Ana Vivar       | Esther Galarza   |
| 2024 | Miryam Nuñez        | Natalia Vasquez | Esther Galarza   |